# HOTAS
HOTAS (ang. Hands on Throttle and Stick) – sposób sterowania nowoczesnymi samolotami wojskowymi, polegający na takim rozmieszczeniu wszystkich przełączników sterowania awioniką i uzbrojeniem, aby można je było obsłużyć bez odrywania rąk od drążka sterowego i przepustnicy. Obecnie system sterowania HOTAS jest stosowany w większości amerykańskich, europejskich i rosyjskich samolotów bojowych.
System HOTAS współpracuje z wielofunkcyjnymi wyświetlaczami, zazwyczaj LCD, znajdującymi się w kabinie pilota i tworzącymi tzw. szklany kokpit, eliminując konieczność odrywania wzroku od przyrządów pokładowych w celu odszukania odpowiedniego przycisku. Przełączniki zlokalizowane na przepustnicy obsługują zazwyczaj systemy komunikacji radiowej, identyfikator swój-obcy (IFF), oznaczanie celów, zmianę trybów celownika, zmianę trybów pracy radaru, wybór uzbrojenia, wystrzeliwanie środków przeciwdziałania elektronicznego (paski folii) i przeciwko broni naprowadzanej termicznie (flary), a także hamulców aerodynamicznych.
Przełączniki na drążku sterowym służą przeważnie do uzbrajania i uruchomienia uzbrojenia strzeleckiego oraz rakietowego, a także zrzucania bomb i obsługi trymera sterów.
System HOTAS jest również wykorzystywany w zaawansowanych dżojstikach, manipulatorach przeznaczonych do obsługi symulatorów lotu, mających postać programów (gier) komputerowych, jak i profesjonalnych systemów symulacyjnych służących do badania parametrów aerodynamicznych konstrukcji lotniczych, prób wypadkowych i wytrzymałościowych itp.
Pewną odmianą filozofii HOTAS są też różnego rodzaju przełączniki umieszczone na kierownicy samochodu, a służące do obsługi np. radia.